# 賀川豐彥
賀川豐彥（日语：〔〕／ Kagawa Toyohiko，1888年7月10日—1960年4月23日），日本大正至昭和時代的一位基督教社會運動家、社會改良家、工農領袖、和平主義者與作家，亦是戰前日本勞動運動、農民運動、無產階級政黨運動和消費合作社運動中的重要人物。他也是日本農民工會、「耶穌團」及茅崎和平學園的創辦者。因賀川把基督教的博愛精神實踐出來而有「貧民街的聖者」的稱號。

## 生平
賀川出生於日本兵庫縣神戶市，父親是經營回漕業（海運業）的富有商人賀川純一，母親是來自德島的藝妓益榮（日文本名︰菅生かめ）。他的母親是被賣而成為父親的妾，並不是合法妻室。4歲時，他的父母雙亡。5歲時，賀川與他最大的姐姐被送回德島的本家。15歲時，賀川家破産，賀川便搬到叔父森六兵衛的家。
後來他在德岛中学英语老师片山政吉所開的聖經班學習英語，繼而認識了美國宣教士羅根牧師（Rev. Charles A. Logan），並在16歲時受洗成為基督徒。
1904年（明治37年），賀川就讀於舊制德島中學校（現在的德島縣立城南高中）時，由美南長老會的宣教士梅耶斯牧師（Rev. Harry W. Myers）在日本基督教會德島教會為賀川施洗。也是在此段時期，他因讀了安部磯雄、木下尚江的著作，對基督教社會主義有同感。而且，因當時發生的軍事訓練破壞活動，加上受到托爾斯泰的影響，他也開始有了反戰的思想。
22歲時，於神戶長老會神學院攻讀神學，並有機會到美國普林斯頓大學神學院深造。他在神戶期間身患重病，險些病死，其後即以服務貧民爲職志。他對貧窮人充滿負擔，親身搬到神戶的貧民窟居住，在當地建立學校﹑醫院及教會。
第一次世界大戰期間和戰後，日本資本主義發展快速，現代化的各種負面影響造成社會不安。這段時間賀川成爲了一個社會領袖，希望從正面的角度解決社會罪惡的根源，並組織了最早的工會和農會。後因工人運動內部發生了傾向馬克思主義的轉變，賀川也改變了自己的方向，創立天國運動，希望把教會的宗教任務和社會運動結合。至三十年代早期，日本軍國主義勃興，天國運動結束。
賀川致力於寫作﹑演說，極力把基督教的原則運用於社會秩序及合作企業之中，並將基督教的倫理應用在社會的改革之上。賀川用獨特的觀念解釋《聖經》，在他看來，十字架代表愛心的力量和甘願承受苦難的精神，十字架的意義在於發現這種力量。另外，賀川也使用心理分析的語言與觀念來說明歷史上耶穌的基本事實。
賀川受基督所感召後，獻身成為傳道人，完成中學的賀川20歲時入讀位於東京明治學院（Meijigakuin Preliminary College）的神學預科。並於兩年後畢業，入讀神戶神學院（Kobe Theological Seminary）（後來的中央神學院）。入讀神學院前的暑假，賀川豐彥做了四十天的露天佈道工作。本來身體虛弱的他因而染了肺結核病，醫生診斷後表示他的病況無可救藥。雖然如此，賀川豐彥堅信祈禱的效力，他相信既然自己奉獻一生為耶穌基督傳道，上帝不會讓他死去，於是他不住的懇切禱告。當醫生再次見到他的時候，出乎意料之外地發現他的病況大有起色。
因著賀川對社會主義產生的濃厚興趣，他開始致力於勞工運動的工作，組織日本第一個勞工組織。1909年(明治42年)的聖誕前夕，賀川搬到當時日本最悽慘之一的神戶市新川貧民窟去實踐向貧窮人傳道。同年七月開始，賀川便站在貧民窟的路邊宣傳福音。他雖備受病魔的侵擾，但仍不懈於建立第一個農民合作組織。賀川在1911年(明治44年)時畢業於神戶神學校，在1912年(大正元年)時經濟餐館「天堂屋」開業了。

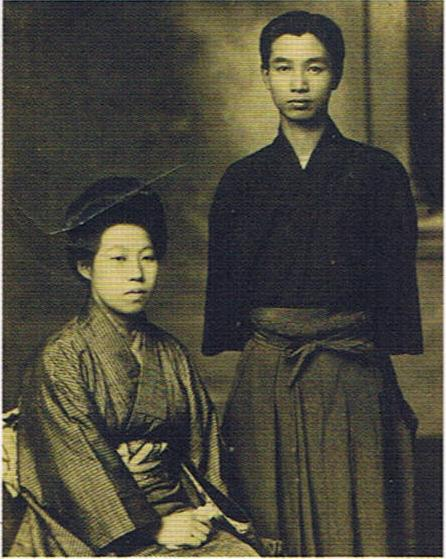
賀川豐彥與妻子賀川春

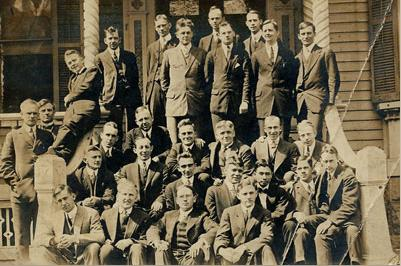
普林斯顿神學院

在貧民窟中居住時，賀川豐彥在附近一間裝釘書籍的舖子開始做一份固定的工作。他趁著正午工作人員休息的時候到那裡教聖詩，對他們談道。在那裡，他邂逅了未來的賢內助柴春子。柴春子最初對基督教並不感興趣，但她愛好音樂，後來漸漸地受了聖詩以及小風琴所發出的音樂吸引。有一天，由於好奇心驅使下，柴春子到貧民區的小教堂去聽道，自此之後她就常到禮拜堂。不久柴春子接受了洗禮，成為基督徒。二人在海邊一同禱告後立下山盟海誓。一個月之後，他們在神戶的教會舉行簡樸的婚禮。賀川在貧民窟中，擺設豪華的婚宴招呼來款待下層的貧民，向他們介紹妻子︰「我娶得了一個願作各位的僕人的媳婦兒。當你們的家由於分娩或疾病，而人手不足、感到為難時，無論什麼時候，請來求助於我們，我們會很樂意幫助的。」
1915年（大正4年），賀川豐彥到美國普林斯頓大學及神學院讀書。他出國後，柴春子也到橫濱一間聖經學校讀書。兩年後的1917年（大正6年），賀川回到日本，夫婦倆人立刻返回貧民窟去工作，在神戶的貧民窟開始了免費巡迴診療。
經過美國留學的體驗，賀川開始重視工會運動，視之為解決貧困問題的手段，故與鈴木文治帶領的友愛會接觸，在1919年（大正8年）創立友愛會關西勞動同盟會，並擔任會長。同年，他在日本基督教會得到牧師的資格，成為麴町教會的牧師。成為牧師的賀川立志改善勞動者的勞動條件，1919年發起普通選舉運動，建議政府修改當時保護資本家而設的法律。在1920年(大正9年)時他出版自傳式小說《飛越死亡線》十分暢銷，賀川開始略有名氣，不過，他將書籍的收入大多數都投放於他所涉及的社會運動中。同年，他為了維持工人的生活穩定，成立了神戶供銷合作社 (即現今的灘神戶生協，是日本最大的生活協同合作社），專心致力推動消費合作社運動，他又與武藤富男等人一起，創立並發行了基督教界的報紙：基督新聞報。1923年（大正12年），日本關東地區發生大地震，橫濱及東京大部份地區被毀，賀川立即到首都去救助災民。
1922年（大正11年），賀川的大兒子賀川純基出生。賀川積極地參與無產階級政黨運動。1925年，政府公佈普通選舉法，翌年產生兩個無產政黨，他的勞動運動急速擴展。他在1926年(大正15年)勞動農民黨組成時，就任執行委員。不過，同年在末左右分裂時退出該黨。 1928年（昭和3年），賀川盟生了一個念頭，他夢想日本有一百萬的基督徒，又藉著愛的力量，能夠轉移日本的生活潮流，叫她離棄物質主義與國家主義，歸向基督教。1929年（昭和4年），日本基督教聯盟協會通過賀川的動議的「天國運動」，並於1930年成立該運動的代表委員會。1931年，他在東京世田谷區建立了松沢教會及幼稚園。 自1929年到1932年（昭和7年），賀川巡迴全國傳道，再在美國、中國、歐洲等世界各國進行講演活動。在1941年（昭和16年）4月，在日美基督教會議上把「給美國教會的感謝信」給予美利堅合眾國的基督教會。

## 農民運動的參與
早在賀川在明治學院就學時，他已認識一位農村的傳道者杉山元治郎，杉山在農業學校出身，畢業於東北學院神學部，他們二人均一生為農村生活的改進而努力。1921年，賀川與小川渙三﹑古瀨傳藏等組成日本農民合作社。翌年一月創刊日本農民合作社機關雜誌《土地與自由》，同年四月在神戶基督教青年會舉開日本農民合作社創立大會。
1925年，賀川在大阪設農村消費協同合作社協會，推進農村的協同合作社業務。後來，賀川出版的《一粒麥子》﹑《流奶與蜜之鄉》﹑《在第三個世紀層之上》﹑《家庭之光》及《氣流雲與星雲》等著作，加速了合作社運動於鄉村的普及。1949年四月，賀川出任全國農協人壽保險中央委員長，成功把人壽保險金作為農協的活動資金，以致農協活動更加擴大。
1927年，賀川在兵庫縣西宮市外的自宅，趁著每年的「農閒期」，以短期私塾的方式開辦日本農民福音學校。當時第一所的農民福音學校的校長是杉山元治郎，又聘請東京﹑大阪﹑神戶的學者，農業指導者，牧師等擔任講師。課程內容主要以信仰為基礎，再詳細教導立體農業，電化，協同合作社與農村更生之道。其後，賀川分別在東京祖師之谷﹑北海道及其他數處設立農民福音學校。賀川的農民運動主張「三愛精神」︰愛土地﹑愛人和愛神。

## 生活協同合作社運動的參與
雖賀川重視改善貧窮市民生活，但賀川從來都反對使用暴力的革命。他提出以組織協同合作社的方式革新資本制度。1919年，賀川在大阪市東區農人橋一丁目設立有限購買合作社共益社（或稱︰消費合作社），開展農民之間的消費運動。及後，他將消費合作社運動帶進校園，早期參與的大學包括有早稻田大學及明治大學等，運動期間多次遭遇共產主義者搗亂和破壞，然而賀川於1928年，仍成立中之鄉質庫信用合作社，開始對貧民給予金錢資助。
1931年九一八事變（九一八事變），日本戰亂從此不斷，在戰時政府當局採取物資配合制度，消費合作社運動被迫暫停。在日本戰敗後，賀川的合作者運動仍處充滿活氣的狀態，戰後他很快組織日本協同合作社同盟，賀川擔任會長。1949年，農村協同合作社受核准兼營人壽保險業務，備有豐富的資金。協同合作社在國際上也成立了強大的聯絡網。1958年一月，協同合作社同盟東南亞會議在吉隆坡舉開，賀川前往赴會並擔任議長。直至1960年賀川逝世時，他仍是當時日本生活協同合作社聯合會會長，亦是國際協同合作社同盟東南亞的負責人。

## 政治參與
1941年大平洋戰爭的前夕，日本及美國關係急劇惡化，賀川作為和平使者，出使美國，試圖盡力阻止戰爭的爆發，但不成功。同年太平洋戰爭爆發。
在第二次世界大戰期間，賀川加入國際戰爭反對者同盟，賀川1943年(昭和18年)11月，賀川被迫因憲兵隊的調查而退出該同盟，國際友和會日本支部被解散。賀川的行動﹑著作和賀川的名氣﹐都反映出他對戰爭的反對及對和平的期昐，他因此被政府質疑，兩度入獄，值得一提，賀川雖然持有勞動運動、社會運動的領導人的立場，但是也同時是昭和天皇的皇室的熱烈支持者，積極地承認了天皇制對於社會的存在意義。
戰後，賀川擔任東久邇宮內閣，參與和詔敕選舉，成為貴族議院的決議員，他也參與了日本社會黨的組成。戰爭結束之後，他立即協助舉行「一億總懺悔」運動。晚年則專心致力參加世界聯邦運動。賀川的成就，使他在1947年（昭和22年）和1948年（昭和23年）兩度獲得諾貝爾文學獎提名，而1954年（昭和29年）至1956年（昭和31年），則連續三年被提名為諾貝爾和平獎的候選人。

## 神學思想
賀川於美國普林斯頓大學進修神學，並得到神學學士學位，在學期間他潛心於心理學與數學的學習，以一篇實踐性的心理學論文作為論文畢業。他在美國進修時，對神學的課程沒有太大的興趣，因為他在信仰上得到長老會傳教士的指導。他卻研究了有濃厚興趣的進化論，他相當重視進化論裡各物種「相互合作」的思想，並將他這種思維運用到社會學，這成為了他的社會達爾文學說──合作哲學的基礎。
回國後，賀川積極地投入社會運動。在國內外種種豐富的見聞，他對社會體制的改革產生了興趣，他認為改變整個社會的政治﹑經濟體制是社會運動最好的實踐，而不是只單靠個人的慈善或英雄式的行為來補救社會的問題。故此，賀川強調基督徒應努力將這體制的轉換與他們的宗教倫理結合在一起，然而他認為當代大部分的基督徒都未將這方面的倫理成功實踐。

### 宗教
賀川認為所謂的「宗教」就是「價值的創造」，使得沒有價值的人變得有價值。他相信真正的基督教不在於教堂前的招牌，在必要時教會要拆下招牌，為的是要拯救失業的人，即使只是為了一個人，教會的行動仍是有意義的。教會與社會的關係乃密不可分，整全的教會必定以行動去影響社會。賀川理解基督教是一種所謂「進化」的宗教，進化論和基督教之間並沒有衝突的原因，是因為基督教的目的在於「集體的救助」。進化論反映了基督教的在人觀裡的那種「集體意識」，基督教的存在直接地與人類的進步成長相連，基督教的進步是改善整個社會。

### 基督教
他認為基督教和其他宗教的分別是︰生命﹑自我（性格﹑品格）與拯救。那些沒有生命意義的人們，可以藉著基督這宗教再次與上帝分享生命，故此基督教才被稱為拯救的宗教。聖經裡的「登山寶訓」是人類行為的最高象徵，是一切宗教的中心思想，並一切改革運動的出發點與結論。這是一切信仰﹑價值的中心，而一切的倫理﹑哲學（例如柏拉圖﹑亞里斯多德）均只是登山寶訓的周際。登山寶訓包括了基督教一切的教義，是最高的景界，賀川豐彥相信人一旦「達到這個最高景界」就不能再犯罪。正正是因為基督教忠實地跟隨登山寶訓的真義，故此基督教比其他的宗教更為優勝。
相比起同時代的日本神道教，神道教根本沒有「更生」的觀念，一般日本人的觀念認為作惡的人要下地獄，然而賀川認為基督教正正體現了拯救﹑更生的可能性，給予貧苦大眾昐望。基督教的信仰最大程度地體現了「愛」︰愛的最大表現就是在十架之上，在於基督的捨已，基督的捨己並沒有不顧在罪惡中的人，而是愛仇敵，並為他們禱告，這基督的榜樣叫罪人有可能被更生，這在「更生」的角度，決定了基督教與其他宗教的不同。

### 罪
賀川相信「罪」的實在，他相信每個人均需要救贖，這是十架的愛所帶給世人的結果。當人從罪裡回醒過來時，就會知道背叛﹑殺人等等許多違背神的事，都是不可干犯的罪行。當人真正地認識基督，人就會完全地進入聖潔，這聖潔是聖靈所賜的。罪是基督對個人生命救贖的重點。
基督為了拯救人類脫離已往的罪，而承擔人類已往的失敗，同時間基督工作的果效改造了罪人的生命使之再次得到更新，並賜給他們生長與發展的能量。賀川堅持人的罪過除了基督外，並無其他拯救，基督教並不是迷信，卻是真正地可以拯救人的良心﹑生命。

### 愛和十字架
賀川重視「愛」，他認為除了「愛」，再沒有別的啟示了。上帝本身並不是一種理論，而是我們「愛」的對象，「愛」應該成為觀念中間的主軸。他認同托爾斯泰所說的「愛之所在，便有上帝」，也認同使徒約翰所說的「沒有愛心的，就不認識上帝，因為上帝就是愛」。愛，就是拯救人的關建，並是神的真實本性，是上帝的「聖所」。基本上，愛就是一切，是上帝向人最高的啟示，一切的教條﹑規則﹑形式均是相對的，然而對賀川而言人本著愛來敬拜上帝才是最重要的。愛是人認識上帝的原因，人可以從別人的愛裡看見上帝自己。若沒有愛，便沒有「宗教感」，如果要別人認識上帝，更須要愛別人，在愛的氣氛中，上帝才會啟示祂自己。
因此，宣揚基督教就是宣揚「愛」，愛也使人認識上帝，認識上帝的必要條件，是生活在愛與虔誠的氣氛裡，因為上帝只對心靈純潔的心靈啟示祂自己。如果人要看見神﹑真實地體會上帝，就必須要回復童心，愛就是其中的關鍵。真正的愛是一種「無意識的衝動」，是一種以互助卻又不能被充足的「愛」，愛是無止境的﹑無限量的，這種愛的根源是完全在於基督裡。人只能從愛的裡面，來見證基督教。
故此，賀川完全認同叔本華所說的︰「我們愛人不是我們自己去愛，乃是宇宙的意志先使我們去愛」，這和應了約翰一書上所說︰「不是我們愛神，乃是神愛我們……我們若彼此相愛，神就住在我們裡面，愛他的心在我們裡面得以完全」，人並沒有任何愛的本能，愛是一種力量「從深邃的地處湧出來的」；愛並不是人的本能，是從外力而來的。
什麼的行動體現了愛？就是十字架。賀川認為十字架最真正的意義，是實現為愛而流血的功能，這也是經文所講的︰「基督的寶血洗淨我們的罪」的含意︰為愛而付出﹑擺上。他認為基督教可以傳遍日本的原因，不只是因為聖經書籍的傳開，更是因為基督徒背起十架向人作見證，他將在這方面的功勞歸功於新島（Niigina）及沢山保羅（Paul Sawagama）﹑石并十次等人，因為他們背負十架將基督顯給日本民眾，使他們認識上帝。
真正「十字架」的意義是，十字架是社會團結一致的要義，社會裡的一部分人受苦，就全部人一起愛苦，每人都對社會負有責任，都應該為社會犧牲；十字架代表犧牲，若教會沒有犧牲，社會就不能進步，這一代的人要為下一代來犧牲，讓下一代下面的貧窮階層可以進入富足的上層；十字架是每人的責任，每一個人都應該過著十字架的生活，背負十架來向社會作見證 。賀川豐彥的信仰和他的行動是密不可分，個人信仰的體現就是在於行動的實踐。為何要實踐？在賀川的觀念裡，耶穌的死不意味所有人可以通過一次救贖就可以永遠得到救贖，他堅持耶穌的犧牲要在每一個跟隨基督的人的生活裡再次被實踐。這犧牲的生命就是基督的見證。
賀川將基督教的教義緊緊地連於社會的實踐上，愛與十字架是他經常所強調的觀念。

### 聖靈
賀川認為，聖靈的賜予使人所得到的喜樂有數方面：第一，清楚知道著基督的寶血，以往的罪已得赦免了；第二，凡被赦免的人都得著聖靈的保守；第三，會有甘心背負十架的信念，知道從上帝的愛為出發點，可成為救贖罪人的有用工具。有了聖靈，人會經歷到上帝奇妙的愛，這愛的偉大，使人不論是在苦難﹑逼迫裡，人均會喜樂地面對，基督的宗教是愛﹑歡樂與生命的泉源，我們應永遠在祂的愛中生活。
從這方面看，賀川認為聖經裡記載的「聖靈充滿」是在於一個人進入聖靈絕對的生活方式，聖靈使人有上帝的感覺，以上帝的眼光看世界的一切，是真理，也是基督教的特權。賀川豐彥相信，若一個人被聖靈充滿，是指他被提升到與基督有相同的感覺，明白他為何為世人贖罪﹑受苦，他會放棄自我中心﹑安逸及個人主義的生活方式，他會喜樂地甘心好像基督一樣受苦。聖靈充滿的結果，就是人與上帝的聯合，主動地對社會作出改變的貢獻，人沒有任何可能與聖靈聯合卻又拒絕對社會作出貢獻。

## 著作
賀川的著作內容豐富，包括討論社會問題﹑政治思想﹑醫藥工作﹑教育及自然科學等。
- 《飛越死亡線》（Across the Death Line）（改造社，1920年）
- 《關於神的冥想》（Meditation）
- 《愛的科學》
- 《魂之雕刻》
- 《基督與日本》（Christ and Japan）
- 《一粒麥子》（A Grain of Wheat）（大日本雄辯會講談社，1931年）
- 《流奶與蜜之鄉》（The Land of Milk and Honey）
- 《在第三個世紀層之上》
- 《家庭之光》
- 《氣流雲與星雲》
- 《貧民心理的研究》（警醒社書店，1915年）
- 《弄破地殼》（福永書店，1920年）
- 《主觀經濟的原理》（福永書店，1920年）
- 《生存競爭的哲學》（改造社，1922年）
- 《空中征服》（改造社，1922年）
- 《人格社會主義的本質》（清流社，1949年）
- 《Songs from the Land of Dawn》 (Friendship Press, U.S., 1949)
- 《賀川豐彥全集》(基督報社，19??年)

## 家庭
- 賀川的妻子賀川春也是社會運動家
- 兒子賀川純基是教會音樂家
  - 孫子賀川督明是平面設計師，也是神戶的賀川紀念館館長。

## 外部連結
- 賀川紀念館(神戶) （页面存档备份，存于）
- 財團法人云柱子公司賀川豐彥紀念·松澤資料館 （页面存档备份，存于）
- 鳴門市賀川豐彥紀念館
- 耶穌的朋友會
- 賀川豐彥神與社會愛 （页面存档备份，存于）